# Dietlhofer See
Der Dietlhofer See liegt innerhalb der Stadt Weilheim nahe der nördlichen Stadtgrenze. Er ist neben dem Gögerl und der Ammer eines der beliebtesten Naherholungsgebiete der Weilheimer.
Seinen Namen trägt der während der letzten Eiszeit entstandene Toteissee von dem ihm benachbarten Weiler Dietlhofen. Er hat eine Gesamtwasserfläche von 89.000 m² und eine Wassertiefe bis zu 19,6 Meter.
Trotz seiner anhaltend sehr guten Wasserqualität kann seine Wassertemperatur im Sommer auf 29 °C steigen.
Der von der Wasserwacht überwachte See bietet neben einem Floß, einer großen Fußballwiese sowie einem Basketball-Freiplatz zahlreiche Freizeitgestaltungsmöglichkeiten. Ein Seerestaurant mit großem Biergarten ist ebenfalls vorhanden.